# Арсений (Стадницкий)
Митрополи́т Арсе́ний (в миру Авксентий Георгиевич Стадни́цкий; 22 января [3 февраля] 1862, село Комарово, Хотинский уезд, Бессарабская губерния — 10 февраля 1936, Ташкент) — епископ Православной российской церкви, митрополит Ташкентский и Туркестанский (1933—1936), ранее митрополит Новгородский и Старорусский. С 14 января 1906 года до 15 апреля 1917 года — присутствующий в Святейшем синоде. В 1907 году член Государственного совета Российской империи.

## Биография
Родился в семье протоиерея Георгия Григорьевича Стадницкого (1824—1901) из польского рода Стадницких. Мать — Мария Авксентьевна Гепецкая. Сестра Елизавета Георгиевна Стадницкая (?—1894) была замужем за священником Веденско-Богородичной церкви села Маркауцы Миной Александровичем Черноуцаном; их сын протоиерей Александр Минович (Миныч) Черноуцан (1882/83—1937) был членом Всероссийского Поместного Собора в 1917—1918 годах, репрессирован. Брат — врач Михаил Георгиевич Стадницкий (?—1918); его дочь — музыкальный педагог Антонина Михайловна Стадницкая (1887—1943), её сын — молдавский математик В. А. Андрунакиевич.
Окончил духовное училище в Единцах (1874) и Кишинёвскую духовную семинарию (1880). С сентября 1880 по июнь 1881 года был учителем географии, церковного пения и чистописания в Единецком духовном училище. Затем учился в Киевской духовной академии, которую окончил в 1885 году со степенью кандидата богословия. Будучи студентом, в 1885 году посетил Афон. Впечатления изложил в «Дневнике студента — паломника на Афон», который был удостоен Макарьевской премии через 10 лет после путешествия.
Магистр богословия (1895; тема диссертации: «Гавриил Банулеско-Бодони, экзарх Молдо-Влахийский (1808—1812 гг.) и митрополит Кишинёвский (1813—1821)». Собирая материалы для диссертации, дважды выезжал за границу: в 1888 году — в Австро-Венгрию и в 1890 году — в Румынию.

### Научно-педагогическая деятельность
С 1885 года — преподаватель древнегреческого языка, затем церковного пения (1886—1892) и догматического богословия (с 1892) в Кишинёвской духовной семинарии; в 1895 году исполнял должность её инспектора. Одновременно состоял редактором «Кишинёвских епархиальных ведомостей», автор около ста статей и заметок, преимущественно церковно-исторического содержания. Участник миссионерских съездов в Москве (1887, 1891), член комитета по наблюдению за миссионерской деятельностью в Кишинёвской епархии (1892).
Был назначен 12 декабря 1895 года инспектором Новгородской духовной семинарии; 30 декабря пострижен в монашество с именем Арсений; 31 декабря рукоположён в иеродиакона; 1 января 1896 года — в сан иеромонаха. В октябре 1896 года стал ректором Новгородской семинарии и настоятелем монастыря св. Антония Римлянина с возведением в сан архимандрита.
С 10 января 1897 года — инспектор Московской духовной академии и исправляющий должность ординарного профессора по кафедре библейской истории. С 13 марта 1898 года — ректор Московской духовной академии.
Хиротонисан во епископа Волоколамского, третьего викария Московской митрополии 28 февраля 1899 года в Храме Христа Спасителя. Архиерейскую хиротонию возглавлял митрополит Московский и Коломенский Владимир (Богоявленский).
Важным событием в истории Московской духовной академии стала паломническая поездка, совершённая в 1900 году группой студентов и преподавателей во главе с епископом Арсением в Палестину и страны Ближнего Востока. Итогом путешествия стала книга «В стране священных воспоминаний», редактированная и изданная им самим. В книге 60 фотографий, большую часть которых сделал епископ Арсений.

### Епископ Псковский и Порховский

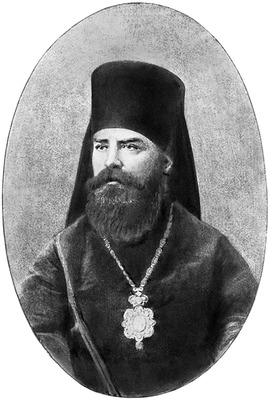
архиепископ Псковский
Арсений (Стадницкий)

С 5 декабря 1903 года — епископ Псковский и Порховский. Создал в епархии школу псаломщиков. Основал церковный музей, в котором хранились ценные рукописи, принадлежности богослужения и церковная утварь, древние монеты. Председатель Псковского отдела Императорского православного палестинского общества.
В 1904 году ему присвоена степень доктора церковной истории за диссертацию «Исследования и монография по истории Молдавской Церкви». Часть 1-я. «История Молдавской епархии и их святителей со времени основания государства и до наших дней»). Этот труд был отмечен королём Румынии, наградившим автора медалью Bene Merente 1-й степени, присуждавшейся за выдающиеся научные труды. Российская академия наук удостоила его за эту же диссертацию большой Уваровской премии.
С 1905 года состоял членом Учебного комитета при Святейшем синоде. 14 января 1906 года назначен присутствующим в Святейшем синоде и председателем (до 1907) Учебного комитета «с оставлением за ним управления епархией», а также членом особого Присутствия по подготовке будущего Всероссийского поместного собора.
С 1906 года — член Предсоборного присутствия, председатель его пятого отдела «О реформе церковно-учебных заведений».
16 февраля 1907 года был возведён в сан архиепископа. Одновременно был назначен членом Государственного совета от монашествующего духовенства.

### Новгородский архиерей
С 5 ноября 1910 года — архиепископ Новгородский и Старорусский.
Состояние церковного пения в храмах и монастырях Великого Новгорода вызвало у него скорбь: «Это запущенность пения, нерадивость исполнения, отчуждение церковного пения от древних прекрасных церковно-певческих образцов и отклонение их в сторону бессодержательных, голых напевов бахметевского обихода».
Проявлял себя знатоком отечественной истории, активным участником сбережения и изучения наследия предков. Большое внимание уделял сохранению памятников церковной старины. Стал инициатором начала работ по реставрации собора Ферапонтова монастыря. Принял активное участие в XV Всероссийском археологическом съезде, который проходил в июле — августе 1911 года в Новгороде и выступил на нём с докладом «О современном состоянии собора Св. Софии в Новгороде». По его инициативе была осуществлена реставрация так называемого «Лихудовского» корпуса в Новгороде (там когда-то размещалось училище, в котором преподавали братья Лихуды). В отреставрированном здании разместилась открытая в 1911 году псаломщицкая школа. В 1912 году в Новгороде был торжественно открыт Арсеньевский епархиальный дом. В нём, кроме обширного зала для религиозно-нравственных чтений, разместились консистория, училищный и миссионерский советы, библиотека, иконно-книжная лавка, епархиальный церковно-исторический музей, редакция «Новгородских епархиальных ведомостей», гостиница для духовенства. В 1913 году в Новгороде по его инициативе открылось церковно-археологическое общество.
Современник Арсения, историк Николай Порфиридов отметил его так:

Энергичный, деловой и предприимчивый Арсений сразу же по его назначении в Новгород тряхнул, что называется, капиталами архиерейского дома. Построил прекрасную загородную дачу … при впадении летописной Пидьбы, на месте захудалой мызы. Для удобства сообщения с загородной дачей приобрёл моторный катер, которому дал название «Перун». Такой роскоши не было даже у местных губернаторов.
В 1912 году председательствовал на состоявшемся в Москве первом Всероссийском съезде практических деятелей в борьбе с алкоголизмом. Почётный член Казанской духовной академии.
Весной 1913 года принимал в Новгороде патриарха Антиохийского Григория IV, возглавившего хиротонию нового викария архиепископа Арсения, епископа Тихвинского Алексия (Симанского).
Николай Жевахов, бывший в предреволюционные месяцы товарищем (заместителем) обер-прокурора Святейшего синода, в воспоминаниях выделял архиепископа Арсения как члена Синода, который фактически обладал решающим голосом и всячески саботировал любые инициативы, исходившие от обер-прокуратуры:

Положение смиренного и робкого Н. П. Раева было очень затруднительное, ибо малейшая попытка его принять участие в разрешении того или иного дела встречала самое резкое противодействие иерархов, и, прежде всего, со стороны Новгородского архиепископа Арсения, аккомпанировавшего ему архиепископа Сергия Финляндского, сидевшего с ним рядом.

Представил к епископскому служению многолетнего миссионера архимандрита Варсонофия (Лебедева) и в январе 1917 года сам возглавил его хиротонию во епископа Кирилловского.
«В настоящую историческую минуту не могу не высказать несколько слов, быть может и нескладных, но идущих от сердца. Господин обер-прокурор говорит о свободе Церкви. Какой прекрасный дар! Свобода принесена с неба Спасителем нашим и Господом: «если Сын освободит вас, то истинно свободны будете»; она выстрадана апостолами, куплена кровью мучеников. И великий дар свободы стоит испытаний и страданий. Двести лет Православная Церковь пребывала в рабстве. Теперь даруется ей свобода. Боже, какой простор! Но вот птица, долго томившаяся в клетке, когда её откроют, со страхом смотрит на необъятное пространство; она неуверенна в своих силах и в раздумье садится около порога дверец. Так чувствуем себя в настоящий момент и мы, когда революция дала нам свободу от цезарепапизма… Великий дар свободы куплен и приобретается всегда ценой испытаний. Утверди, Господи, Церковь Твою!
Тогда же было решено в день Успения Божией Матери 15 августа (по старому стилю) 1917 года созвать Поместный собор. Для его созыва при Синоде был создан Предсоборный совет, в котором архиепископ Арсений стал председателем.
15 апреля 1917 года указом Временного правительства уволен из состава Святейшего синода вместе с другими его членами.
Был товарищем председателя Всероссийского Поместного собора 1917—1918 годов, но, по свидетельству других участников, «фактически руководил почти всеми соборными заседаниями». Участвовал во всех трёх сессиях, председательствовал почти на всех заседаниях после поставления патриарха, председатель Соборного совета, председатель VI и член II, XII, XIV отделов. Был одним из трёх кандидатов в патриархи (наряду с архиепископом Антонием (Храповицким) и митрополитом Тихоном (Беллавиным)), при голосовании был вторым после архиепископа Антония — однако по жребию Церковь возглавил московский митрополит Тихон (Беллавин). Митрополит Евлогий (Георгиевский) вспоминал, что архиепископ Арсений, осознав тяжесть патриаршего креста в то время, «возможности стать патриархом ужасался и только молил Бога, чтобы „чаша сия миновала его“». По свидетельству митрополита Вениамина (Федченкова), «самый умный из русских архиереев — архиепископ Антоний (Храповицкий), самый строгий архиепископ Арсений (Стадницкий) и самый добрый — митрополит Тихон, как говорили о них в народе».
29 ноября 1917 года возведён в сан митрополита. Поместный собор избрал его членом Священного синода и Высшего церковного совета.
По воспоминаниям игуменьи Иулиании (Невакович), тогда старшей сестры храма Христа Спасителя,

В начале революции, когда передвижения по Москве не было, извозчики исчезли, трамваи не ходили, и от снега улицы не расчищались, а зима была снежная, мы, сёстры храма Христа Спасителя, считали своим митрополитом митрополита Новгородского Арсения, второго кандидата на Патриарший престол. Митрополит жил недалеко, и часто служил по воскресениям и малым праздникам, а по будням за литургией бывал почти ежедневно. Обладал хорошим голосом. Владыка был очень требователен к уставу во время службы (издана была замечательная его книга «Спутник псаломщика»). Если дьякон, перед Апостолом, забывал сказать глас, то из алтаря слышался грозный голос Владыки: «глас, глас…». Проповедник он был замечательный и по содержанию, и по форме, и по знанию. <…> Благословляя после литургии, он любил петь с народом. <…> По вторникам митрополит вёл беседы, толкуя книгу Деяний апостольских. Он бывал в Палестине. Увлекательно описывал местность, а, главное, вдохновенно толковал каждое слово Деяний. Народу бывало так много, что не только сесть, но и стоять не было места, так как беседы велись не среди храма, а в боковой галерее, где были поставлены скамьи. Беседы велись вечером. По окончании Владыка разводил мальчиков прислужников по домам, по тёмным улицам, и ждал у дверей чёрных лестниц, так как парадные входы были все закрыты, частью из-за воровства, частью потому, что парадный ход считался буржуазным предрассудком.

После издания Декрета об отделении церкви от государства и школы от церкви владыка Арсений 25 февраля 1918 года сообщил о решении отказаться от жалованья и перейти «на братское содержание столом».
Неоднократно подвергался арестам. В первый раз он был арестован в ноябре 1919 года в Москве, второй — в Новгороде в 1920 году, после чего был предан суду и приговорён к трём годам лишения свободы условно и к ссылке в Архангельскую губернию (затем ссылка была отменена).
Протопресвитер Михаил Польский в книге «Новые мученики Российские» приводит такой отзыв о нём одного очевидца:

Широкий ум, большое образование, могучая воля, честность и прямота, очень твёрдый, решительный, непреклонный характер, строгость к подчинённым и себе. И сей славный и великий муж, Митрополит Новгородский, член Синода и государственных Думы и Совета, мне, маленькому неизвестному священнику, чистосердечно рассказал в Бутырской московской тюрьме <…> какие чувства малодушия и трусости он вдруг пережил во внутренней тюрьме ГПУ в ожидании расстрела.
«Я уже старик, — говорил он, — ждать впереди нечего, я монах от юности, наконец архиерей, пример и образец христианства и христианского мужества, и вот никак не мог собой овладеть. Такая жажда жизни, такое нежелание умирать, такая тоска и борьба с собой и страх смерти и малодушие, что просто ужас. Борюсь и не могу себя победить. Такое банкротство и такая грусть за себя».

В 1920—1921 годах возглавил в Новгороде хиротонию новых викариев Новгородской епархии — епископов Тихона (Тихомирова), Иосифа (Николаевского), Серафима (Велицкого).
В марте 1922 года, в связи с голодом в Поволжье, призвал духовенство жертвовать в пользу голодающих «драгоценные церковные украшения, не имеющие богослужебного употребления». После начала массового изъятия церковных ценностей 19 апреля издал новое обращение:

Об одном молю вас, дорогие мои чада паствы моей. Отнеситесь по-христиански, с покорностью воле Божией, если придётся расстаться с любимым нами благолепием наших храмов во имя той вопиющей нужды, в которой находятся наши братья. Если у нас есть что пожертвовать взамен церковных вещей, не упустите этой возможности. Если же нечем жертвовать, то и без золота и серебра храмы наши останутся храмами, и святые иконы — святыми иконами. Бог на Страшном Суде спросит нас прежде всего не о том, украшали ли мы золотом и серебром храмы и иконы, а о том, накормили ли мы голодного, напоили ли жаждущего, одели ли нагого? Прошу Вас не допускать при этом никакого насилия в той или иной форме, — ни в храме, ни около него, так как это оскорбит храм, как дом мира и любви Христовой… Прошу также и о том, чтобы это изъятие церковных ценностей не явилось поводом для каких-либо политических выступлений, так как Церковь по существу своему вне политики и должна быть чужда ей.

Изъятие ценностей из храмов Новгородской губернии благодаря этому воззванию прошло «безболезненно». Тем не менее, после того как все ценности были изъяты, митрополита вызвали из Новгорода в Москву, в ГПУ, где арестовали и привлекли к суду вместе с патриархом Тихоном по обвинению в сопротивлении изъятию.
В тюремном заключении находился с перерывами до 10 января 1924 года. Почти сразу же после освобождения был вновь арестован и заключён в Бутырскую тюрьму в Москве. Его принуждали перейти к «обновленцам», активно сотрудничавшим с большевиками. Сохранилось описание одной из таких попыток властей:

Ужасную роль посредников по делам ГПУ выполняли впавшие в раскол епископы. Архиепископ Евдоким (Мещерский), обновленческий «митрополит», в стенах ГПУ понуждал митрополита Новгородского Арсения перейти в обновленчество. Митрополит Арсений сказал ему, своему бывшему сослуживцу по Московской Академии: «Но ведь вы же знаете, что обновленчество беззаконно». «Что ж поделать, они требуют», — ответил архиепископ Евдоким, кивая головой на дверь чекиста. Когда митрополит Арсений остался непреклонен, архиепископ Евдоким с гневом сказал ему: «Ну и сгнивайте в тюрьме!». И с этим покинул узника.

После тюремного заключения был выслан в Среднюю Азию.

### Среднеазиатская ссылка

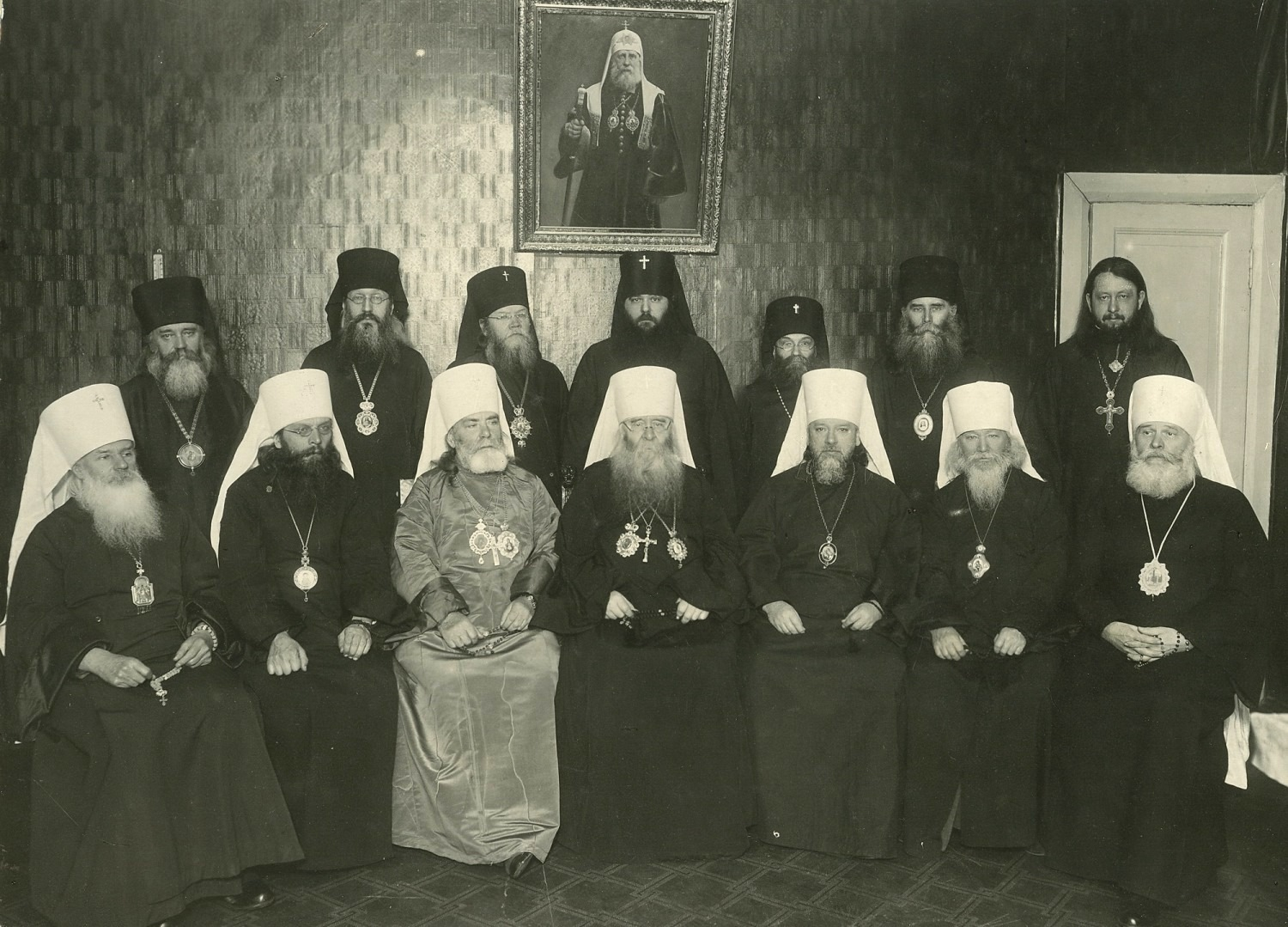
Митрополит Арсений (в светлой рясе) на заседании Временного Патриаршего Священного Синода

В 1925—1926 годах находился в ссылке в Полторацке (Ашхабаде), а в 1926—1936 годах — в Ташкенте. Формально оставался новгородским архиереем (с титулом «митрополит Новгородский» — уже не «Новгородский и Старорусский»), но епархией до 1933 года управлял его ученик архиепископ Алексий (Симанский) — впоследствии Патриарх Алексий I.
С 1927 года — постоянный член Временного патриаршего синода при заместителе Патриаршего местоблюстителя митрополите Сергии (Страгородском). Однако реально участия в деятельности этого органа практически не принимал, так как находился в ссылке в Ташкенте. Не подписывал и т. н. Декларации митрополита Сергия как «ещё не прибывший». Известна лишь одна фотография, на которой владыка Арсений изображён вместе с другими членами Синода (зимней сессии 1934/1935 года, оказавшейся для «временного Синода» последней).
С 11 августа 1933 года — митрополит Ташкентский и Туркестанский. В связи с закрытием всех храмов Ташкента совершал богослужения под открытым небом, у кладбищенской часовни иконы Богородицы «Всех скорбящих Радосте». На эти службы стекалось до двадцати тысяч верующих из города и окрестных селений, молящиеся заполняли всю обширную территорию кладбища. Один из ташкентских прихожан того времени Константин Вендланд (впоследствии — митрополит Иоанн) вспоминал: «Незабываемы эти трогательные Богослужения на лоне природы, голубая мантия митрополита, просвечивавшая сквозь листву деревьев, одушевление молящейся толпы, твёрдость духа архипастыря и верующих, подвергавшихся иногда серьёзным испытаниям от проливного дождя или крепких крещенских морозов. Незабываемы вдохновенные проповеди митрополита Арсения, приковывавшие к себе внимание народа».

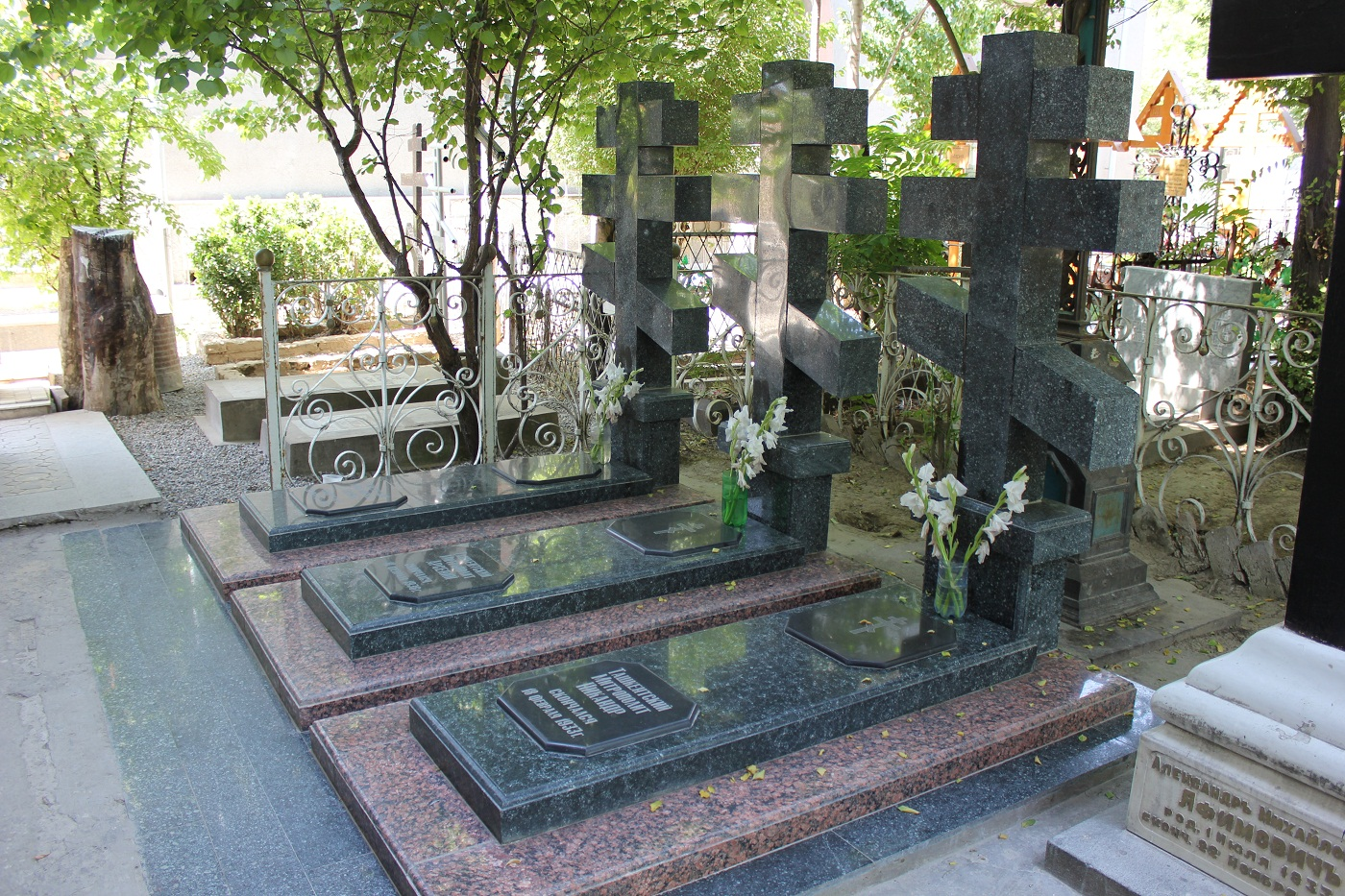
Место захоронения на Боткинском кладбище г. Ташкента

Был духовным наставником архиепископа Луки (Войно-Ясенецкого) и умер на его руках в ташкентской больнице. Похоронен на Боткинском кладбище Ташкента, около могилы митрополита Никандра (Феноменова).
Изображён на картине Корина «Русь уходящая».

## Награды
- Орден Святого Станислава 3-й степени (1891)
- Орден Короны Румынии 3-й степени (1898)
- Орден Святого Саввы 2-й степени (Сербия, 1899)
- Орден Святого Владимира 3-й степени (1900)
- Орден Святой Анны 1-й степени (1903)
- Орден Святого Владимира 2-й степени (06.05.1911; «за отлично-усердную службу»[13])
- Орден Святого Александра Невского (1915)

Иерархические награды
- Бриллиантовый крест на клобук (1912)
- Право ношения 2 панагий (1934)
- Предношение креста (1935)

## Почитание
Русская православная церковь за границей в 1981 году причислила митрополита Арсения в соборе новомучеников и исповедников Российских. Его почитают в Новгородской и Ташкентской епархиях Московского Патриархата.
В Новгороде по инициативе местной епархии и областных научных и культурных организаций с 1993 года проходят Арсениевские чтения — их задача состоит в православном осмыслении важнейших проблем, стоящих перед церковью и обществом в наши дни с учётом исторического опыта государственно-церковных отношений прошлого столетия.